# Hard Rock Hallelujah
Hard Rock Hallelujah en sang af det finske hard rockband Lordi. "Hard Rock Hallelujah" blev udgivet som single i 2006, hvor den nåede nummer 1 på den finske singlehitliste, og den toppede som nummer 25 på UK Singles Chart.
Lordi opførte "Hard Rock Hallelujah" ved Eurovision Song Contest 2006, hvor de vandt konkurrencen med 292 point. Den blev stemt ind som det mest populære finske bidrag ved Eurovision i de 40 år, som landet havde deltaget. Den havde rekorden for flest point for en vindersang ved Eurovision indtil 2009, hvor Alexander Rybak modtog 387 med sangen Fairytale. Den 26. maj 2009 slog finnerne verdensrekorden for karaokesang, da omkring 80.000 personer sang "Hard Rock Hallelujah" på Salutorget i Helsinki.

## Hitlister
| Chart (2006)                             | Peak position |
| ---------------------------------------- | ------------- |
| Østrig (Ö3 Austria Top 40)               | 2             |
| Belgien (Ultratop 50 Flanderen)          | 2             |
| Belgien (Ultratop 50 Vallonien)          | 21            |
| Europe (Eurochart Hot 100 Singles)       | 4             |
| Finland (Suomen virallinen lista)        | 1             |
| Tyskland (Official German Charts)        | 5             |
| Grækenland (Greek Singles Chart)         | 6             |
| Holland (Single Top 100)                 | 27            |
| Norge (VG-lista)                         | 9             |
| Sverige (Sverigetopplistan)              | 8             |
| Schweiz (Schweizer Hitparade)            | 5             |
| Turkey (Turkish Singles Chart)           | 14            |
| UK Singles (The Official Charts Company) | 25            |